# Кушумское муниципальное образование
Кушумское муниципальное образование — сельское поселение в Ершовском районе Саратовской области Российской Федерации.
Административный центр — посёлок Кушумский.

## История
Статус и границы сельского поселения установлены Законом Саратовской области от 27 декабря 2004 года № 82-ЗСО «О муниципальных образованиях, входящих в состав Ершовского муниципального района»
Законом Саратовской области от 20 апреля 2018 года № 42−ЗСО Кушумское, Новосельское и Чапаевское муниципальные образования преобразованы, путём их объединения, во вновь образованное муниципальное образование «Новосельское муниципальное образование Ершовского муниципального района Саратовской области», наделённое статусом сельского поселения с административным центром в посёлке Новосельский.

## Население
| 2010  | 2011  | 2012  | 2013  | 2014  | 2015  | 2016  |
| ----- | ----- | ----- | ----- | ----- | ----- | ----- |
| 1376  | ↘1370 | ↘1338 | ↘1294 | ↘1263 | ↘1219 | ↘1189 |
| 2017  | 2018  |       |       |       |       |       |
| ↘1153 | ↘1097 |       |       |       |       |       |

## Состав сельского поселения
| № | Населённый пункт | Тип населённого пункта          | Население |
| - | ---------------- | ------------------------------- | --------- |
| 1 | Верхний Кушум    | село                            | ↘325      |
| 2 | Ветка            | посёлок                         | 57        |
| 3 | Кушумский        | посёлок, административный центр | ↘510      |
| 4 | Малый Перелаз    | село                            | 3         |
| 5 | Михайло-Вербовка | посёлок                         | ↘141      |
| 6 | Садовый          | посёлок                         | ↘315      |
| 7 | Светлое Озеро    | село                            | 25        |